# 马向东 (大校)
马向东，中国人民解放军大校。

## 生平
曾长期在总政治部任职。2009年时，担任总政干部培训局局长。2014年，担任解放军南京政治学院政治部主任，年底因涉嫌犯罪，被逮捕。